# Affaires criminelles (émission de télévision)
Affaires criminelles est une émission de télévision française consacrée aux faits divers et affaires judiciaires, présentée par Yves Rénier et diffusée sur NT1 à partir du 20 septembre 2008 jusqu'au 5 avril 2011. L'émission est diffusée l'après-midi tous les jours de la semaine sauf le mercredi et le samedi. Certaines émissions sont constituées exceptionnellement de deux reportages. Un reportage est constitué de reconstitutions, de témoignages et d'images d'archive. L'émission raconte des grandes affaires criminelles qui ont marqué l'actualité de l'époque (exemples : l'affaire Francis Heaulme, l'affaire Guy Georges, l'affaire Patrice Alègre, l'affaire du gang des barbares, etc.). Sauf rares exceptions, les reportages traitent d'affaires qui se sont déroulées en France. Chaque épisode est rediffusé de nombreuses fois dans les semaines suivantes.
L'émission est rediffusée sur Toute l'Histoire du 2 octobre 2010 jusqu'au 27 juillet 2012.
Depuis février 2016, l'émission est rediffusée sur Crime District.

## Programmation
La programmation de l'émission est reconstituée à partir des informations trouvées sur le site internet de Playtv, de L'Internaute, de Télé Loisirs et de Télérama.
Des informations sont mentionnées dans la colonne « Détails et informations supplémentaires », sauf si l'article consacré à l'affaire existe.
| Date de première diffusion | Titres de l'épisode                                 | Détails et informations complémentaires |
| -------------------------- | --------------------------------------------------- | --- |
| 20 septembre 2009          | L'affaire Flactif                                   | |
| 27 septembre 2009          | Le berger de Castellar                              | Le 17 août 1991 vers 6 heures de matin, à Castellar (Alpes-Maritimes), sur la piste de Saint Bernard, Pierre Leschiera 33 ans berger est abattu sur sa moto d'une décharge fusil de chasse dans le dos, puis achevé d'une autre dans la tête. |
| 11 octobre 2009            | Tania Parnisari : l'histoire d'un infanticide       | |
| 18 octobre 2009            | Francis Heaulme : le routard du crime               | |
| 25 octobre 2009            | L'affaire Omar Raddad                               | |
| 8 novembre 2009            | L'affaire Cons-Boutboul                             | |
| 8 novembre 2009            | L'affaire Groix-Danais                              | |
| 15 novembre 2009           | Les disparus de Mourmelon                           | |
| 22 novembre 2009           | La veuve noire de Tordesillas                       | Le 12 juillet 2003, sur une route dégagée près Villalar de los Comuneros (Espagne) Simon Jochimec 75 ans est écrasé par Jean-Claude Vaze, l'amant de sa jeune épouse « Maud » Dominique Louis, ancienne policière et prostituée. |
| 29 novembre 2009           | L'affaire Dany Leprince                             | |
| 6 décembre 2009            | Thierry Paulin : le tueur de vieilles dames         | |
| 13 décembre 2009           | Yves Dandonneau : escroc plein d'assurance !        | |
| 20 décembre 2009           | Le gang des barbares                                | |
| 27 décembre 2010           | Émile Louis : l'affaire des disparues de l'Yonne    | |
| 3 janvier 2010             | Jambert : suicide ou assassinat ?                   | |
| 10 janvier 2010            | Claude Lastennet : sur la route de l'enfer          | |
| 17 janvier 2010            | Les frères siamois de l'horreur                     | |
| 24 janvier 2010            | La tuerie de Cuers                                  | |
| 24 janvier 2010            | La tuerie de Louveciennes                           | |
| 31 janvier 2010            | Guy Georges                                         | |
| 7 février 2010             | L'affaire Patrice Alègre                            | |
| 7 mars 2010                | Le mystérieux docteur Godard                        | |
| 14 mars 2010               | Patrick Dils                                        | |
| 28 mars 2010               | Jean-Claude Romand : le falsificateur               | |
| 20 juin 2010               | L'affaire Simone Weber                              | |
| 27 juin 2010               | L'affaire Maurice Agnelet                           | |
| 27 juin 2010               | L'« Amour au féminin »                              | États-Unis, chassé croisé amoureux de trois jeunes lesbiennes. |
| 3 juillet 2010             | Le meurtre de super mamie                           | Le 7 janvier 2002, à Avignon (Vaucluse), Marie-Andrée Fesquet 69 ans, élue super mamie de Provence-Alpes-Côte d'Azur en 1998, est cambriolée, violée, torturée et tuée par Jamel Boumajan et Naïm Sassi. |
| 3 juillet 2010             | L'affaire André Kass                                | |
| 19 juillet 2010            | L'affaire Ben Salah                                 | Le 20 mai 1999, à Monfort (Gers) dans la ferme « la Boupillère » 2 couples Néerlandais sont assassinés : Artie et Marianne Van Hulst les propriétaires de la fermé et Johan et Dorothea Nieuwenhuis, par Kamel Ben Salah, employé par les Van Hulst pour des travaux de peinture. Dorothea est la sœur de Marianne.                                    |
| 19 juillet 2010            | Le triple meurtre de Montanou                       | Le 2 janvier 2006, à Agen (Lot-et-Garonne) dans la cité Montanou dans la tour 5 au 13e étage Olivier Couderc chauffeur routier égorge son ex-compagne Joëlle Deunf, son fils Killyan et sa fille Leeloo et incendie l'appartement. |
| 26 juillet 2010            | L'affaire Joushomme                                 | |
| 2 août 2010                | L'affaire Turquin                                   | |
| 2 août 2010                | Serial killer                                       | ? |
| 2 août 2010                | L'affaire Dunand                                    | |
| 30 septembre 2010          | titre ?                                             | |
| 5 octobre 2010             | Yvan Keller : le tueur à l'oreiller                 | |
| 10 octobre 2010            | L'affaire Joushomme                                 | |
| 10 octobre 2010            | Meurtres à Las Vegas                                | ? |
| date ?                     | Alfredo Stranieri : L'assassin mythomane            | |
| date ?                     | L'affaire de la Josacine empoisonnée                | |
| date ?                     | L'affaire Joushomme                                 | |
| date ?                     | Une folie familiale : le supplice du petit Sullivan | Le 17 mars 2004 à Wattrelos (Nord), Sullivan Terneus 16 ans est enlevé au pied de chez lui, séquestré, torturé et étranglé par Françoise Borreman, son compagnon Antonio Da Rocha, ses filles Marjorie et Valérie Frédéric et Alexandre Byster. Son cadavre est jeté dans le canal de la Dendre à Ath (Belgique) dans un sac plastique lesté de pavés. |

## Polémique
Au mois de janvier 2009, dans l'émission consacrée aux médias sur France 5 présentée par Thomas Hugues, Christophe Hondelatte accuse l'émission de copier Faites entrer l'accusé qu'il présente sur France 2,.